# Liggett Group
Liggett Group är det fjärde största tobaksföretaget i USA. Dess högkvarter ligger i Durham i North Carolina, och VD är Bennett S. LeBow.

## Historik
- 1833 flyttade Christopher Foulks sin tobaksverksamhet till St. Louis i Missouri.
- 1844–1847 började John Edmund Liggett att arbeta i sin farfars tobaksverksamhet.
- 1897 avled John E. Liggett. Två år senare överfördes ägandet av Liggett & Myers till American Tobacco Company, som kontrollerades av James Buchanan Duke.
- 1953 introducerades cigarettmärket L&M.
- 1995–1996 försökte företaget att ta över det mycket större företaget R. J. Reynolds Tobacco Company, vilket dock misslyckades.